# 陈守信
陈守信（1949年12月—），男，汉族，宁夏隆德人，中华人民共和国政治人物，曾任宁夏回族自治区人大常委会副主任，宁夏回族自治区政协副主席。